# Enchelycore
Enchelycore – rodzaj ryb węgorzokształtnych z podrodziny Muraeninae w obrębie rodziny murenowatych (Muraenidae).

## Rozmieszczenie geograficzne
Do rodzaju należą gatunki występujące w wodach Oceanu Atlantyckiego, Oceanu Indyjskiego i Oceanu Spokojnego oraz Morza Śródziemnego i Morza Czerwonego. 

## Cechy charakterystyczne
Długość ciała do 150 cm; masa ciała (największa opublikowana) 1,3 kg. Ciało silnie wydłużone. Przedni otwór nozdrzy rurkowaty, tylne w postaci rożków położonych w pobliżu krawędzi oczu. Szczeliny skrzelowe małe, zaokrąglone. Szczęki nie domykają się całkowicie z powodu długich zębów, górna szczęka jest wydłużona i lekko wygięta.

## Systematyka
Rodzaj zdefiniował w 1856 roku niemiecki paleontolog i przyrodnik Johann Jakob Kaup, w artykule poświęconym przeglądowi węgorzowatych opublikowanym w czasopiśmie Archiv für Naturgeschichte. Gatunkiem typowym jest (późniejsze oznaczenie) E. nigricans.

### Etymologia
- Eurymyctera: gr. ευρυς eurus ‘szeroki’[11]; μυκτηρ muktēr, μυκτηρος muktēros ‘pysk, nos’, od μυκτεριζω mukterizō ‘kręcić nosem’[12]. Gatunek typowy (oznaczenie monotypowe): Eurymyctera crudelis Kaup, 1856 (= Muraena schismatorhynchus Bleeker, 1853).
- Enchelycore: gr. εγχελυς enkhelus ‘węgorz’; κoρη korě ‘źrenica oka’[13].
- Enchelycotte: gr. εγχελυς enkhelus ‘węgorz’[14]; κοττυς kottus ‘gatunek ryby rzecznej’ wspomniany przez Arystotelesa[15].
- Aemasia: gr. αιμασια aimasia ‘żywopłot’[4]. Gatunek typowy (oryginalne oznaczenie (również monotypowe)): Aemasia lichenosa Jordan & Snyder, 1901.
- Rhinechidna: gr. ῥις rhis, ῥινος rhinos ‘nos, pysk’[16]; rodzaj Echidna Forster, 1777. Gatunek typowy (oznaczenie monotypowe): Rhinamuraena eritima Jordan & Seale, 1906 (= Muraena schismatorhynchus Bleeker, 1853).
- Fimbrinares: łac. fimbriae ‘frędzle, koronki’[17]; naris ‘nozdrza’[18]. Gatunek typowy (oryginalne oznaczenie (również monotypowe)): Fimbrinares mosaica Whitley, 1948 (= Gymnothorax ramosus Griffin, 1926).

### Podział systematyczny
Do rodzaju należą następujące gatunki:
- Enchelycore anatina (Lowe, 1838)
- Enchelycore bayeri (Schultz, 1953)
- Enchelycore bikiniensis (Schultz, 1953)
- Enchelycore carychroa Böhlke & Böhlke, 1976
- Enchelycore kamara Böhlke & Böhlke, 1980
- Enchelycore lichenosa (Jordan & Snyder, 1901)
- Enchelycore nigricans (Bonnaterre, 1788)
- Enchelycore nycturanus Smith, 2002
- Enchelycore octaviana (Myers & Wade, 1941)
- Enchelycore pardalis (Temminck & Schlegel, 1846) – murena smocza[19]
- Enchelycore propinqua Mohapatra, Smith, Mohanty, Mishra & Tudu, 2017
- Enchelycore ramosa (Griffin, 1926)
- Enchelycore schismatorhynchus (Bleeker, 1853)